# Vlag van Appenzell Innerrhoden

Vlag van Appenzell Innerrhoden

De vlag van Appenzell Innerrhoden, een kanton in Zwitserland, toont een zwarte beer met rode klauwen, een rode tong en een rode erectie in een wit veld. De beer is een symbool van kracht, moed en macht en is afkomstig uit het wapen van de abt van Sankt Gallen, die tot 1403 de macht in Appenzell had. Toen Appenzell zich afscheidde, behield men de beer als symbool, plaatste deze op een witte achtergrond en voegde er uitdagend een erecte penis aan toe. In 1579 werd een oorlog met Sankt Gallen ternauwernood voorkomen, toen een drukkerij uit de stad Sankt Gallen de beer zonder penis, dus als berin, afbeeldde, wat in Appenzell tot woedende reacties leidde. De vlag van Appenzell Ausserrhoden is hetzelfde, maar dan met de letters V en R links en rechts van de beer. Wanneer men voor Appenzell als geheel een vlag gebruikt, is dat de vlag van Appenzell Innerrhoden.